# Richard 3. af England
 "Richard 3." omdirigeres hertil. For andre betydninger, se Richard 3. (flertydig).
Richard 3 (2. oktober 1452 – 22. august 1485) tilhørte Huset York og var først hertug af Gloucester og fra 1483 konge af England. Efter at hans bror Edvard 4. døde, styrede Richard som regent for Edvards søn Edvard 5.. Richard fængslede Edvard og hans bror Richard ("de to prinser") i Tower of London og overtog selv tronen og blev kronet til konge den 6. juli 1483. Et oprør blev rejst mod ham, og han faldt i slaget ved Bosworth Field, hvor han blandt andet kæmpede mod jarlen af Richmond (senere Henrik 7. af England). 
Richard var Lord High Admiral 1462-1470 og igen 1471-1483.
Richard blev begravet i Leicester, hvor britiske arkæologer længe søgte at finde hans lig, da han blev begravet i Gråbrødre-klosteret, som blev revet ned. Derfor var kongens  hvilested ukendt. Under en udgravning i 2012 i Leicesters bymidte fandt arkæologer under en parkeringsplads rester af et bygningsværk med målene for et britisk kloster. Arkæologerne konkluderede, at der var tale om det forsvundne kloster. Fundet af to skeletter øgede dramatikken, ikke mindst da en dna-undersøgelse på University of Leicester slog fast, at dna fra et af skeletterne matchede en efterkommer af Richard 3. Skelettet beskrev arkæologerne som "svagt, kvindeligt og krumrygget". Pukkelryggen skyldtes skoliose. Der var i alt 10 alvorlige skader, de otte i hovedet. Desuden var manden tilsyneladende begravet uden kiste og med hænderne bundet.
Shakespeares historiske skuespil Richard den Tredje har gjort kongens navn berømt. I skuespillet siger han: "En hest! En hest! Mit kongerige for en hest!" efter at hans fjender har fældet hesten, han red på. De omringede ham og dræbte ham.